# Яджур-веда
Яджур-веда (санскр. यजुर्वेद, yajurveda IAST) — dsl санскр. यजुस्,  yajus IAST — «правила жертвоприношень» та санскр. वेद,  veda IAST — «знання») — одна з Вед, «Веда жертовних формул». На думку більшості вчених, «Яджур-веда» була складена на початку залізної доби, близько X століття до н. е., і відображала практики ведичної релігії тих часів.
«Яджур-веда» складається з двох основних самхіт: «білої» (Шукла) і «чорної» (Крішна). Обидві містять в собі мантри, необхідні для проведення ведичних ритуалів, але в «Крішна Яджур-веді» до складу основної Самгіти входить додатковий коментар в прозі, тоді як у «Шукла Яджур-веді» коментарі були виділені в окремий брахман — «Шатапатха-брахман».